# Friedrich Graf von der Schulenburg
Friedrich Bernhard Karl Gustav Ulrich Erich Graf von der Schulenburg (21 de noviembre de 1865 - 19 de mayo de 1939) fue un General prusiano durante la I Guerra Mundial y miembro del Partido Nazi durante el periodo de entreguerras.

## Biografía
Friedrich Graf von der Schulenburg era el segundo hijo varón de Werner Graf von der Schulenburg, nacido el 21 de noviembre de 1865. Schulenburg ingresó en el ejército en 1888 como parte del 2º Regimiento de Ulanos de la Guardia. El 13 de diciembre de 1888, Schulenburg fue nombrado Teniente Segundo. En 1890, Schulenburg fue agregado a la Guardia Personal prusiana. Pasó algún tiempo en la Academia Militar Prusiana. En 1895, Schulenburg pasó a ser Teniente Primero. En 1900, Schulenburg se unió al Estado Mayor General Alemán. Era considerado un general de estado mayor capaz. En 1900, Schulenburg pasó a ser Hauptmann. Entre 1902 y 1906 era parte de los agregados militares en Londres. En 1907, fue promovido a Mayor. El 18 de febrero de 1913, Schulenburg se convirtió en el comandante de la Guardia Personal y en aide-de-camp de Guillermo II. El 2 de septiembre de 1913, Schulenburg fue promovido a Teniente Coronel (Oberstlieutenant).
Al estallar la I Guerra Mundial, Schulenburg se convirtió en Jefe de Estado Mayor del Cuerpo de Guardia comandado por Karl von Plettenberg. Schulenburg participó en el frente occidental como parte del Cuerpo de Guardia, que era parte del 2.º Ejército. En 1915, Schulenburg se convirtió en Oberst. En 1916, Schulenburg pasó a ser Jefe de Estado Mayor del 5.º Ejército reemplazando a Konstantin Schmidt von Knobelsdorf, quien tenía puntos de vista políticos extremistas. Por un tiempo, Schulenburg fue el Jefe de Estado Mayor del 6.º Ejército de Ludwig von Falkenhausen. En octubre de 1916, se unió al Príncipe de la Corona Guillermo como Jefe de Estado Mayor en el cuartel general del Grupo de Ejércitos del Príncipe de la Corona Alemán. Los dos desarrollaron la Operación Alberich que dio a Alemania alguna esperanza de ganar la guerra. El 12 de abril de 1917, Schulenburg recibió la Pour le Mérite. Añadió las hojas de roble el 23 de marzo de 1918. En junio de 1918, Schulenburg se convirtió en Mayor General. Schulenburg aconsejó a Guillermo II de abdicar de su título de emperador alemán pero de mantener el título de rey de Prusia. También aconsejó a Guillermo II de ordenar al ejército de luchar contra fuerzas revolucionarias.
Después de la guerra, Schulenburg se retiró del ejército en mayo de 1919. Vivió en su finca en Mecklemburgo. Schulenburg posteriormente se unió al Partido Nazi. Entre 1924 y 1928, fue miembro del Reichstag. Todavía mantuvo la amistad con el Príncipe de la Corona Alemana Guillermo y tuvo algunas conversaciones políticas profundas. En diciembre de 1931, Schulenburg ingresó en el Partido Nazi. Su número era el 852.947. En 1933, Schulenburg se unió al Sturmabteilung. Después de la caída de la República de Weimar, Schulenburg fue miembro del Reichstag nuevamente. Como tenía buena relación con Kurt von Schleicher, aconsejó a Hitler como enlace con el Reichswehr pero no fue efectivo. Entre 1934 y 1936, Schulenburg fue parte del Sturmabteilung como personal oficial. También sirvió como miembro del Reichstag desde 1934 hasta su muerte. Antes de su muerte, Schulenburg fue promovido a Obergruppenführer. Murió el 19 de mayo de 1939. Adolf Hitler asistió a su funeral para encontrarse con Fritz-Dietlof von der Schulenburg, el hijo de Schulenburg, quien más tarde se unió a la resistencia.

## Familia
El 21 de julio de 1897, Schulenburg se casó con Freda-Marie Gräfin von Arnim. Tuvieron seis hijos:
- Johann Albrecht (1898-1944)
- Wolf-Werner (1899-1944), SA-Brigadeführer
- Adolf-Heinrich (1901-1940) SA-Obersturmführer
- Fritz-Dietlof (1902-1944)
- Elisabeth (1903-2001)
- Wilhelm (1904-1936)

## Condecoraciones
Von der Schulenburg recibió las siguientes condecoraciones:

### Estados alemanes
Reino de Prusia
- Orden de la Corona 3ª Clase
- Orden de San Juan
- Condecoración al Servicio
- Orden del Águila Roja 2ª Clase
- Pour le Mérite con Hojas de Roble
- Cruz de Hierro (1914) 1ª y 2ª Clase

### Alemania Nazi
- Placa Dorada del Partido el 1 de abril de 1938[8]